# مارك إيفرت
مارك إيفرت (11 نوفمبر 1967 في المملكة المتحدة - ) (بالإنجليزية: Mark Everett)‏ هو لاعب كريكت بريطاني. لعب مع Hertfordshire County Cricket Club ‏.

## وصلات خارجية
- مارك إيفرت على موقع إي آس بي آن كريك إنفو (الإنجليزية)